# Cornelius Nozeman
Cornelius (ook wel Cornelis) Nozeman (Amsterdam, 15 augustus 1720 - Moordrecht, 22 juli 1786) was een Nederlandse predikant en geleerde in de 18e eeuw en onder meer auteur van het monumentale werk Nederlandsche vogelen.

## Levensloop
Zijn ouders waren de componist Jacobus Nozeman (1693-1745) en Geertruida Maria Corsterus. In zijn geboorteplaats Amsterdam studeerde hij godgeleerdheid. Hij werd predikant in Leiden en later (1744) bij de remonstrantse gemeente van Alkmaar. Van 1749 tot 1760 was hij predikant in Haarlem. Hier was hij betrokken bij de oprichting van de Hollandse Maatschappij der Wetenschappen, maar zijn eigen lidmaatschap daarvan werd tegengehouden door een van de andere oprichters, naar verluidt vanwege een tweetal ingezonden brieven aan het Hollands Magazijn in 1751 en 1752. Daarin zou hij ongewenst commentaar hebben geleverd op het wijsgerig onderzoek van deze geleerde naar de vraag "of er een ander wereldgestel van even groote goedheid, als het tegenwoordige, mogelijk zij". 
In 1760 kreeg hij een beroeping te Rotterdam. Daar was hij medeoprichter en voorzitter van het Bataafs Genootschap voor Proefondervindelijke Wijsbegeerte. Na een val die hem gedeeltelijk invalide maakte, werd hij van een deel van zijn herderlijke taken vrijgesteld. Tot zijn dood woonde hij om gezondheidsredenen in Moordrecht.
Zoals vele ontwikkelde heren van zijn tijd beoefende hij de natuurwetenschappen. De vrije tijd die hem overbleef tijdens zijn eerste betrekking besteedde hij door zich verder te bekwamen in de proefondervindelijke wijsbegeerte en de natuurlijke historie. In zijn Haarlemse tijd legde hij een grote collectie vlinders aan, niet alleen voor zichzelf, maar ook voor het Kabinet der Natuurlijke Historie van de weduwe van prins Willem IV. Dit gaf hem een vrijbrief om het hele jaar rond vogels te mogen schieten ten behoeve van zijn ornithologische werk.

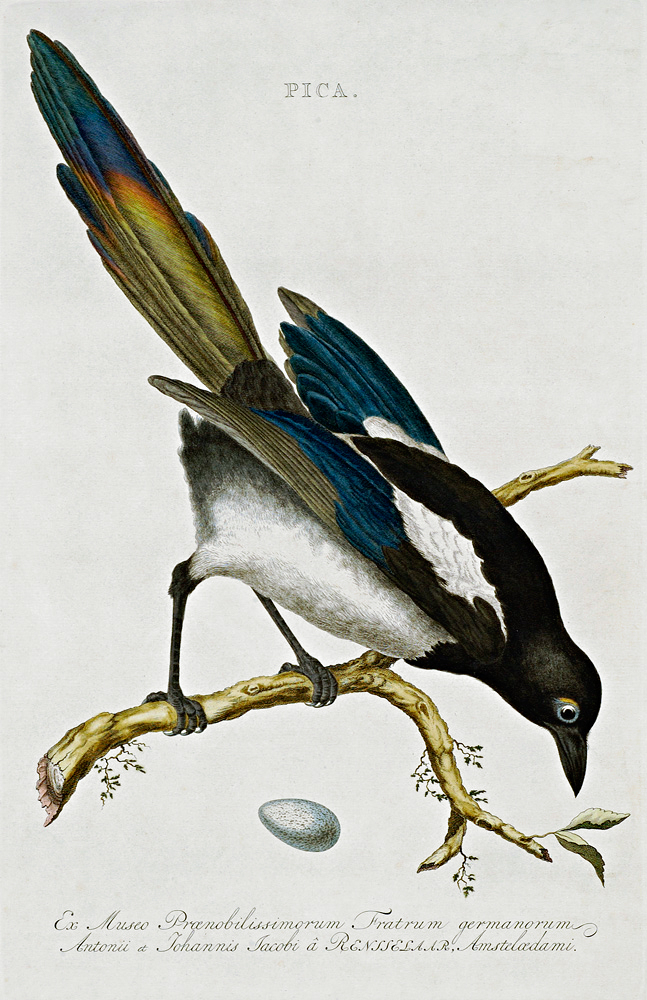
Ekster uit de Nederlandsche vogelen door Cornelius Nozeman, uitgegeven door Jan Christiaan Sepp.

Hij bewerkte en vertaalde de naamlijst van vogels van P.H.H. Moehring. Samen met Jan Christiaan Sepp schreef hij een standaardwerk over de vogels van Nederland.
Hij vertaalde een selectie uit de verhandelingen van de diverse Europese natuurwetenschappelijke genootschappen en publiceerde deze onder de naam Uitgezochte Verhandelingen uit de nieuwste werken van de Sociëteiten der Wetenschappen in Europa en van andere geleerde mannen, met naauwkeurige afbeeldingen.
Voor de Maatschappij ter Bevordering van de Landbouw schreef hij in 1783 een verhandeling over de paardenstaart, waarin hij de botanici van zijn tijd verre overtrof in de nauwkeurigheid van zijn waarnemingen en beschrijvingen.
Nozeman was vader van een groot gezin met acht kinderen. Hij was bovendien mede-eigenaar van een lettergieterij in Haarlem. Vanwege dat laatste en zijn vele publicaties merkte hij op dat zijn leven in dienst stond van de schone letteren.

## Werken
- Beschouwingen over de beste Weereld of Philosophische bedenkingen over Gods goedheit en wysheit (1752)
- Geslachtlijst der Vogelen (1758)
- Socrates' eer gehandhaafd (1770)
- met Martin Houttuyn en Jan Christiaan Sepp: Nederlandsche vogelen; volgens hunne Huishouding, Aert, en Eigenschappen beschreeven (1770, 5 delen, met gravures van Christiaan (Andreas) Sepp en Jan Christiaan Sepp)[2][3][4]
- Bedenkingen over den zoogenaamden Cimbrischen vloed
- Verhandeling over het Heermoes &c (1783)[5]

## Trivia
- In het 15e seizoen van het tv-programma Verborgen verleden bleek Floortje Dessing een afstammeling te zijn van Nozeman.